# Щербак Микола Петрович
Мико́ла Петро́вич Щерба́к (* 16 вересня 1924, село Савинка Паласівського району Саратовської області, — 18 січня 2018, Київ) — український геолог, фахівець в галузі петрології, мінералогії та ізотопної геохронології докембрійських формацій. Академік Національної академії наук України (1979), заслужений діяч науки і техніки України (1995), двічі лауреат Державної премії України в галузі науки і техніки (1981, 1998).

## Біографічні відомості
Микола Щербак народився 1924 року в Савинках Паласівського району Саратовської області. Закінчив Донецький політехнічний інститут (1947).
Трудову діяльність розпочав у складі Микитівської геологорозвідувальній партії тресту «Артемгеологія». З 1948 року — старший геолог Північно-Східного геологічного управління Мінгео СРСР. Згодом сам очолювава кілька геологічних партій.
З 1955 року — науковий співробітник Інституту геологічних наук АН УРСР, науковим керівником був Микола Пантелеймонович Семененко. 1959 року захистив кандидатську дисертацію, 1971 року — докторську на тему «Петрологія і геохронологія докембрію західної частини Українського щита».
З 1965 року — завідувач відділом абсолютного віку та ядерних процесів, в Інституті геохімії і фізики мінералів АН УРСР (1969), з 1977 року призначений директором цього інституту. В період 1976—1983 років — науковий секретар Відділу геології, геохімії і геофізики АН УРСР.
Обіймав посади голови комісії Національного стратиграфічного комітету України, керівника Мінералогічної комісії Карпато-Балканської геологічної асоціації (1975—1995), голови Міжнародної проблемної комісії з геохронології.
Загалом опублікував понад 400 наукових робіт, серед них 6 монографій, які стосуються головним чином питань петрогенезису і геохронології гірських порід України. Підготував 15 кандидатів і 5 докторів наук. Головний редактор «Мінералогічного журналу». Засновник єдиної в Україні ізотопно-геохронологічної лабораторії з визначення віку гірських порід K-Ar, Rb-Sr, U-РЬ та Sm-Nd методами.

## Смерть
Помер 18 січня 2018 року у Києві на 94 році життя.